# Wet op de inlichtingen- en veiligheidsdiensten 2002
De Wet op de inlichtingen- en veiligheidsdiensten 2002 (Wiv 2002) vormde tot 1 mei 2018 het wettelijke kader voor de Nederlandse geheime diensten, met name de Algemene Inlichtingen- en Veiligheidsdienst (AIVD) en de Militaire Inlichtingen- en Veiligheidsdienst (MIVD). De wet regelde de bijzondere bevoegdheden van deze diensten en het toezicht door de Commissie van Toezicht op de Inlichtingen- en Veiligheidsdiensten (CTIVD). 
Deze wet werd per 1 mei 2018 vervangen door de Wet op de inlichtingen- en veiligheidsdiensten 2017, die op 1 september 2017 al deels in werking trad.

## Algemeen
De Wet op de inlichtingen- en veiligheidsdiensten (Wiv) uit 2002 was de opvolger van de oude Wet op de inlichtingen- en veiligheidsdiensten uit 1987. Voordien werden de taken van de Binnenlandse Veiligheidsdienst (BVD), de Buitenlandse Inlichtingendienst (BID) en de militaire inlichtingendiensten, alsmede hun onderlinge samenwerking geregeld door een als 'Vertrouwelijk' geclassificeerd koninklijk besluit uit 1949, dat pas in 1972 gepubliceerd werd.
Met de invoering in 2002 van de Wet op de inlichtingen- en veiligheidsdiensten werd de Binnenlandse Veiligheidsdienst (BVD) omgedoopt tot Algemene Inlichtingen- en Veiligheidsdienst (AIVD). De BVD was voorheen alleen bevoegd op het gebied van binnenlandse veiligheid, het verzamelen van inlichtingen uit en over het buitenland werd gedaan door de Inlichtingendienst Buitenland (IDB). Deze dienst werd na heftige interne twisten in 1994 opgeheven. De buitenlandse inlichtingentaak werd uiteindelijk overgedragen aan de BVD, die daarmee tot een gecombineerde inlichtingen- en veiligheidsdienst werd, wat in de nieuwe naam tot uitdrukking werd gebracht.
Met de nieuwe wet werd tegelijk de naam van de Militaire Inlichtingendienst (MID) veranderd in Militaire Inlichtingen- en Veiligheidsdienst (MIVD), om daarmee ook de militaire veiligheidstaak van deze dienst weer te geven. Bovendien nam de nieuwe MIVD een deel van de buitenlandse inlichtingentaak van de opgeheven IDB over. 
De civiele AIVD en de militaire MIVD kregen met de nieuwe Wiv allebei dezelfde bijzondere bevoegdheden voor het verrichten van onderzoek en het vergaren van inlichtingen, zij het elk gericht op hun eigen specifieke taken. Deze worden hieronder nader genoemd.
Daarnaast regelde de wet nog de functie van Coördinator Inlichtingen- en Veiligheidsdiensten, de jaarlijkse verslaglegging, de geheimhouding, bewaring en de interne en externe uitwisseling van gegevens, alsmede het recht op inzage daarvan.

## Bijzondere bevoegdheden
Op basis van de Wiv 2002 waren zowel de AIVD als de MIVD bevoegd tot:
- Het observeren en volgen van personen, al dan niet met behulp van apparatuur (art. 20)
- Het onder een dekmantel verzamelen van informatie en het beschermen van nationale belangen (art. 21)
- Het doorzoeken van besloten plaatsen en gesloten voorwerpen, al dan niet met behulp van technische hulpmiddelen. Hiertoe is toestemming van de minister van Binnenlandse Zaken, resp. Defensie vereist (art. 22).
- Het heimelijk openen van brieven e.d., maar alleen na verkregen toestemming van de rechtbank Den Haag (art. 23).
- Het binnendringen in een "geautomatiseerd werk", al dan niet met behulp van technische hulpmiddelen, valse signalen, valse sleutels of valse hoedanigheid. Hiertoe is toestemming van de minister van Binnenlandse Zaken, resp. Defensie vereist (art. 24).
- Het gericht aftappen, ontvangen, opnemen en afluisteren van elke vorm van gesprek of telecommunicatie. Ook dit mag alleen met toestemming van de betrokken minister (art. 25).
- Het afluisteren van niet-kabelgebonden telecommunicatie die zijn oorsprong of bestemming in andere landen heeft. Hiervoor is geen toestemming van een minister vereist, maar wel voor het op namen, nummers en trefwoorden doorzoeken ervan. Dit laatste geldt eveneens voor niet-kabelgebonden communicatie waarbij verzender en ontvanger zich in Nederland bevinden (art. 26 & 27).
- Het bij telecomaanbieders opvragen van de verkeers- en abonneegegevens (naam, adres e.d.) van een bepaalde gebruiker. Hiervoor is geen toestemming van een minister vereist en de betreffende bedrijven zijn verplicht om de gevraagde gegevens te verstrekken (art. 28 & 29).

Het uitoefenen van al deze bevoegdheden is gebonden aan een reeks van voorwaarden die in de wet nader worden genoemd. De meer ingrijpende opsporingsbevoegdheden staan buiten de inlichtingendienst bekend als Bijzondere opsporingsbevoegdheden. Bovendien is de uitoefening van deze bijzondere bevoegdheden alleen geoorloofd als de benodigde gegevens niet of niet tijdig via openbare informatiebronnen verzameld kunnen worden.
Wanneer een onderzoek plaatsvindt naar data, moet de AIVD bovendien toestemming krijgen van de beheerder van die gegevens, tenzij het gaat om politie, justitie, douane en telecomaanbieders. Deze zijn tot medewerking verplicht.
Een onderzoek kan verder alleen worden gestart door middel van een opdracht van de Minister van Binnenlandse zaken, hoewel bij inlichtingenwerving met betrekking tot het buitenland daarnaast de premier en de ministers van Buitenlandse Zaken en Defensie betrokken kunnen worden voor het bepalen van de onderwerpen van het onderzoek.
Voor het uitoefenen van bovenstaande bevoegdheden hebben medewerkers toegang tot alle plaatsen die nodig zijn om bijv. "observatie- en registratiemiddelen" aan te brengen. De ambtenaren van de AIVD en de MIVD bezitten geen bevoegdheid tot het opsporen van strafbare feiten en dragen geen wapens.
Toestemming voor uitoefening van de bijzondere bevoegdheden mag alleen worden gegeven als sprake is van:
- Noodzakelijkheid (de methode is nodig voor de inlichtingen- of veiligheidstaak)
- Proportionaliteit (de middelen staan in verhouding tot het te bereiken doel)
- Subsidiariteit (het doel kan niet met minder zware middelen bereikt worden)

In 2010 liet het ministerie van Binnenlandse Zaken mede namens het ministerie van Defensie aan de Tweede Kamer weten dat er in het jaar 2009 in totaal 1078 taps zijn uitgezet door de AIVD en 53 door de MIVD. Daarbij is niet duidelijk gemaakt of het hierbij gaat om telefoon- of internettaps, dan wel of gebruik is gemaakt van microfoons om gesprekken op te vangen.

## Taken van de AIVD
Voor de Algemene Inlichtingen- en Veiligheidsdienst (AIVD) noemt de wet de volgende taken, die ook wel worden aangeduid met de letter waaronder ze in artikel 6 genoemd worden:
- A-taak: Het verrichten van onderzoek naar organisaties en personen die aanleiding geven tot het ernstige vermoeden dat zij een gevaar vormen voor de democratische rechtsorde, de veiligheid van de staat of voor andere gewichtige belangen van de staat;
- B-taak: Het verrichten van veiligheidsonderzoeken naar kandidaten voor vertrouwensfuncties (deze taak is apart uitgewerkt in de Wet veiligheidsonderzoeken);
- C-taak: Het bevorderen van beveiligingsmaatregelen, waaronder maatregelen ter beveiliging van die onderdelen van overheid en bedrijfsleven die van vitaal belang zijn voor de instandhouding van het maatschappelijk leven;
- D-taak: Het verrichten van onderzoek naar andere landen ten aanzien van onderwerpen die door de minister-president, de minister van Binnenlandse Zaken en Koninkrijksrelaties en de minister van Defensie gezamenlijk zijn aangewezen.
- E-taak: Dreigings- en risico-analyses opstellen met betrekking tot personen, zaken en plaatsen van het rijk.

## Taken van de MIVD
Voor de Militaire Inlichtingen- en Veiligheidsdienst (MIVD) noemt de wet de volgende taken, die ook wel worden aangeduid met de letter waaronder zij in art. 7 worden opgesomd:
- A-taak: Inlichtingen verzamelen over het militaire potentieel van andere landen, om het eigen leger beter te kunnen inrichten en benutten.
- B-taak: Veiligheidsonderzoeken doen naar kandidaten voor vertrouwelijke functies bij Defensie en toeleveranciers van Defensie.
- C-taak: Informatie verzamelen ter preventie van activiteiten die de veiligheid of de paraatheid van de krijgsmacht schaden (ook wel aangeduid als de veiligheids- of contra-inlichtingentaak).
- D-taak: Maatregelen nemen om de veiligheid en de paraatheid van de krijgsmacht te beschermen, waaronder de beveiliging van geheime militaire informatie.
- E-taak: Het doen van onderzoek betreffende andere landen en thema's die door de regering zijn aangewezen. Het gaat daarbij om onderwerpen met een militaire relevantie, of ook over gebieden waar het Nederlandse leger als vredesmacht wordt ingezet (of ingezet zou kunnen worden).
- F-taak: Dreigingsanalyses opstellen met betrekking tot personen, zaken en plaatsen die van militair belang zijn.

## Commissie van Toezicht
Op basis van de Wet op de inlichtingen- en veiligheidsdiensten is de Commissie van Toezicht op de Inlichtingen- en Veiligheidsdiensten (CTIVD) ingesteld. Deze bestaat uit drie leden, waaronder een voorzitter, die door de Tweede Kamer worden benoemd. De CTIVD houdt toezicht op de rechtmatigheid van de uitvoering van de Wiv en de Wet veiligheidsonderzoeken (Wvo). 
Op basis van deze wetten toetst de Commissie zowel het handelen van de AIVD als van de MIVD en beschikt daarbij over verregaande bevoegdheden. Zo mag de Commissie zelfstandig de archieven en systemen van de beide diensten inzien, hun gebouwen betreden en hun medewerkers ondervragen. Daarmee was de CTIVD in die tijd een van de best geëquipeerde toezichthouders ter wereld.
Over door de Commissie gedane onderzoeken worden openbare toezichtsrapporten opgesteld. Bovendien wordt elk jaar een verslag van de werkzaamheden uitgebracht aan beide kamers van de Staten-Generaal. Dit verslag is openbaar, maar heeft ook een geheime bijlage die alleen door de leden van de Tweede Kamercommissie voor de Inlichtingen- en veiligheidsdiensten gelezen mag worden. De beoordelingen van de CTIVD zijn echter niet bindend voor de beide geheime diensten.

## Herzieningspoging
Na de aanslagen in Madrid in 2004 en Londen in 2005 kwam de regering in 2006 met een voorstel om de Wiv 2002 aan te passen, met name om onderzoek naar terrorisme en het delen van informatie te vergemakkelijken. De Tweede Kamer stemde hier mee in, maar in de Eerste Kamer rezen bezwaren die na een kritisch advies van het College bescherming persoonsgegevens alleen nog maar toenamen. Daarop trok de regering het wijzigingsvoorstel in 2011 weer in.

## NSO
Voor de technische uitvoering van de bevoegdheid tot het afluisteren van niet-kabelgebonden communicatie werd in 2003 de Nationale Sigint Organisatie (NSO) opgericht. Het was de bedoeling dat dit op termijn een zelfstandige dienst zou worden, maar omdat daarvoor eerst de Wiv gewijzigd diende te worden, is de NSO voorlopig een zelfstandig onderdeel van de MIVD dat mede voor de AIVD werkt. 
In 2012 werd echter besloten dat de NSO begin 2014 zal opgaan in de nieuw te vormen Joint Sigint Cyber Unit (JSCU). Ook daarvoor is een wijziging van de Wiv nodig. Bovendien staat de huidige wet alleen het afluisteren van niet-kabelgebonden communicatie toe, aangezien ten tijde van het opstellen van de Wiv al het international verkeer op zeker moment via draadloze verbindingen verliep.
Tegenwoordig verloopt dit nagenoeg volledig via ondergrondse en onderzeese glasvezelkabels, die veel moeilijker zijn af te tappen. Om die reden adviseerde de Commissie van Toezicht in december 2011 om onderzoek te doen naar of en onder welke voorwaarden ook het aftappen van kabelgebonden communicatie kan worden toegestaan.

## Evaluatie
Dit advies werd door de minister van defensie overgenomen, waarna per 1 februari 2013 de Evaluatiecommissie Wet op de inlichtingen- en veiligheidsdiensten 2002 werd ingesteld. Deze staat onder leiding van C.W.M. Dessens en naar hem ook wel de Commissie Dessens genoemd. De commissie onderzoekt of de Wiv goed heeft gefunctioneerd en met name wordt gekeken of de bevoegdheden van de beide diensten toereikend zijn, mede gezien de ontwikkelingen op het gebied van de informatietechnologie (internet).
Nog voordat het onderzoek van de commissie Dessens gepubliceerd was, werd in november 2013 bekend dat het Ministerie van Defensie voor 17 miljoen euro apparatuur van het Israëlische bedrijf NICE Systems heeft besteld om grootschalig ook kabelgebonden telefoon- en internetverkeer te kunnen opvangen en verwerken.
Het verslag van de Commissie Dessens verscheen op 2 december 2013 en bepleitte zowel verruiming van de bevoegdheden als versterking van het toezicht. De commissie adviseert om de AIVD en de MIVD voortaan ook de bevoegdheid te geven om kabelgebonden internet- en telefonieverkeer ongericht te doorzoeken. Hiervoor zal dan wel een expliciete toestemming van de minister nodig moeten zijn en zal ook de toezichthoudende CTIVD activiteiten moeten kunnen laten stopzetten. Vanwege het toegenomen wantrouwen jegens de activiteiten van geheime diensten, moet daartegenover wel een grotere mate van "sturing toezicht en transparantie" staan.